# Łagiewki
Łagiewki – wieś w Polsce położona w województwie wielkopolskim, w powiecie wrzesińskim, w gminie Kołaczkowo.
W latach 1975–1998 miejscowość administracyjnie należała do województwa poznańskiego.